# Вілніс Едвінс Бресіс
Вілніс Едвінс Бресіс (латис. Vilnis Edvīns Bresis; 30 січня 1938, місто Єлгава, Латвія — 25 жовтня 2017, Латвія) — латвійський радянський політик, останній голова Ради міністрів Латвійської РСР. Депутат Верховної Ради Латвійської РСР 11-го скликання (обирався від 128-го виборчого округу в Єлгаві), депутат Сейму кількох скликань. Народний депутат СРСР у 1989—1991 роках.

## Життєпис
Народився в родині робітника Гедерта Бресіса.
У 1961 році закінчив Латвійську сільськогосподарську академію, здобув освіту агронома.
У 1961 році працював агрономом-насінником опорно-показового радгоспу «Капіні» Дагдського району Латвійської РСР.
З 1961 року перебував на комсомольській роботі: в 1961 році — завідувач організаційного відділу, в 1961—1962 роках — 1-й секретар Дагдського районного комітету ЛКСМ Латвії. Член КПРС з 1962 року.
У 1962—1963 роках — комсомольський організатор (комсорг) Краславського виробничого колгоспно-радгоспного територіального управління Латвійської РСР. У 1963—1964 роках — 1-й секретар Краславського районного комітету ЛКСМ Латвії.
У 1964—1966 роках — слухач Ленінградської Вищої партійної школи.
У 1966—1967 роках — інструктор, заступник завідувача сільськогосподарського відділу ЦК КП Латвії.
У 1967—1970 роках — 1-й секретар Гулбенського районного комітету КП Латвії.
У червні 1970—1973 роках — 1-й секретар ЦК ЛКСМ Латвії.
У 1973—1984 роках — начальник відділу сільського господарства та харчової промисловості Держплану Латвійської РСР.
У 1984—1985 роках — заступник директора Латвійського науково-дослідного інституту землеробства та економіки сільського господарства.
У 1985 — квітні 1986 року — заступник голови Державного агропромислового комітету (Держагропрому) Латвійської РСР — директор Латвійського науково-дослідного інституту землеробства та економіки сільського господарства.
У квітні 1986 — 25 квітня 1987 року — 1-й заступник голови Державного агропромислового комітету (Держагропрому) Латвійської РСР.
25 квітня 1987 — 6 жовтня 1988 року — 1-й заступник голови Ради міністрів Латвійської РСР та голова Державного агропромислового комітету (Держагропрому) Латвійської РСР.
6 жовтня 1988 — 7 травня 1990 року — голова Ради міністрів Латвійської РСР.
У 1990—1991 роках — консультант агрофірми «Даугава».
Після розпаду СРСР був депутатом Сейму 5, 8 та 9 скликань спочатку від партії «Saskaņa Latvijai — atdzimšana tautsaimniecībai», а потім — від Селянського союзу Латвії.

## Нагороди
- орден Трьох зірок ІІІ ст. (Латвія)
- орден Трудового Червоного Прапора (1971)
- орден «Знак Пошани» (1973)
- медалі
- Заслужений працівник сільського господарства Латвійської РСР